# Русский Север

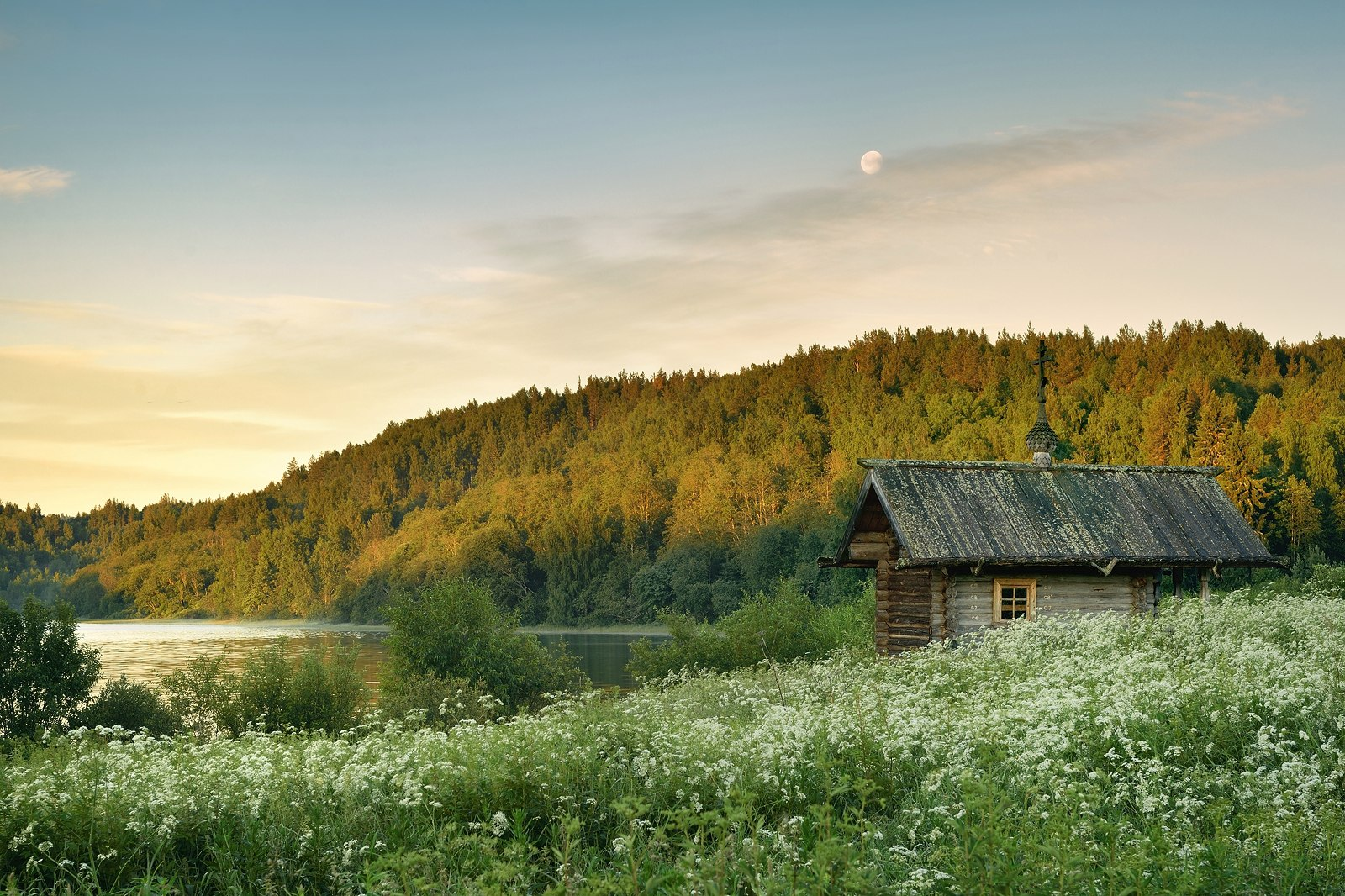
Летний пейзаж д. Видягино. Кенозерский национальный парк

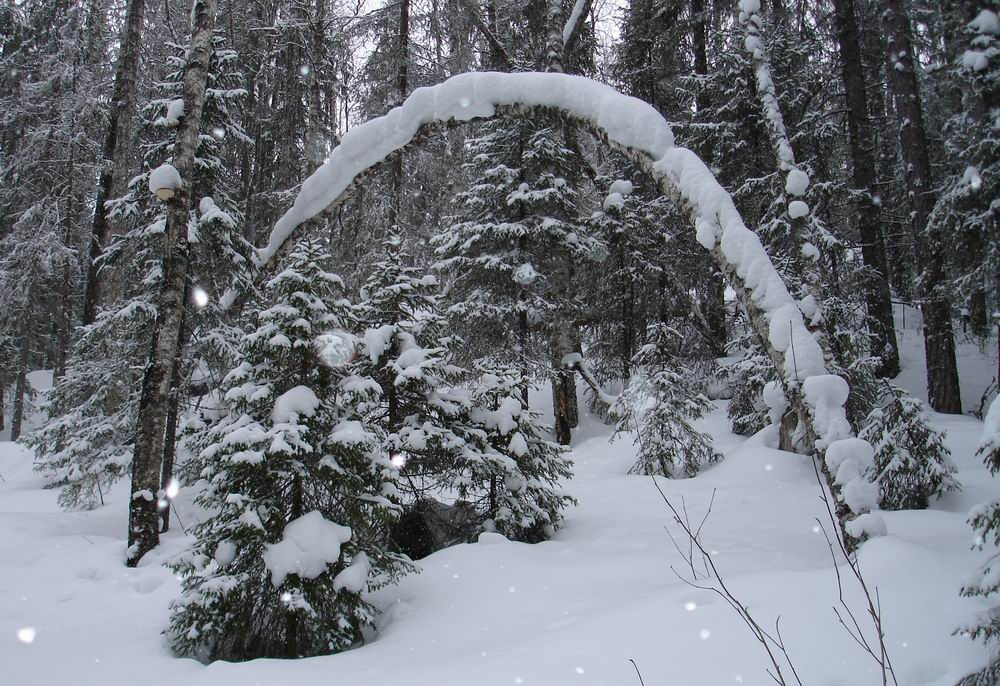
Пинежский лес на севере Архангельской области зимой

Ру́сский Се́вер — северные регионы Европейской части России. 
Термин «Русский Север» появился на рубеже XIX и XX веков. Иногда утверждается, что первым его использовал в своих путевых заметках (1897 год) архангельский губернатор Александр Энгельгардт. В экономической географии ему соответствует понятие Северный экономический район. Территории европейской и азиатской России, расположенные главным образом к северу от Полярного круга, в советском и российском законодательстве определяются как Крайний Север. Преобладающее население — севернорусская этнографическая группа («северные великорусы»). В XVI—XVII веках сложилась культура Русского Севера, оформились своеобразные северные школы живописи, резьбы по кости и дереву, деревянной архитектуры.

## Определение
Понятие Русского Севера не имеет устоявшегося определения. Принадлежность того или иного региона к Русскому Северу не является общепринятой. «Русский Север» является скорее историко-культурным понятием, чем географическим или административным.
Территория Русского Севера обычно определяется границами современных Республики Карелия, Архангельской области, Республики Коми, Ненецкого автономного округа, Обонежья, побережьем Белого и Баренцева морей (включая Мурманский и Терский берега), на западе Белозерьем, бассейном реки Шексны (включая северо-запад Ярославской области — так называемое Пошехонье), нижнего течения реки Мологи, на востоке бассейнами рек Северной Двины, Пинеги, Мезени, Печоры, Вычегды и южной границей Вологодской области. В прошлом к Русскому Северу относилась и Вятская земля (Кировская область), а также относящийся ныне к Уралу Пермский край. 
Санкт-Петербург и Ленинградскую область не относят к Русскому Северу. Это вызвано культурными причинами: Санкт-Петербург является олицетворением западного начала в русской культуре и истории. Однако по ряду мнений есть основания относить к Русскому Северу районы Ленинградской области восточнее реки Волхов и севернее железнодорожной линии Волховстрой — Вологда, включая город Тихвин, как территории, сохраняющие определённое культурное поле (русское деревянное зодчество и т. п.), применимое к понятию «Русский Север».
С культурно-исторической точки зрения к Русскому Северу относится также старинное поселение Лальск (город до 1927 года) с окрестностями (Лузский, Опаринский и Подосиновский районы, переданные в состав Кировской области лишь в 1941 году), с самого своего основания тесно связанный с Великим Устюгом и до середины XX века непрерывно входивший в состав всех территориальных образований, центрами которых являлись Вологда (Вологодское наместничество, Вологодская губерния), Архангельск (Архангелогородская губерния, Северный край, Северная область, Архангельская область) либо Великий Устюг (Северо-Двинская губерния).

## История

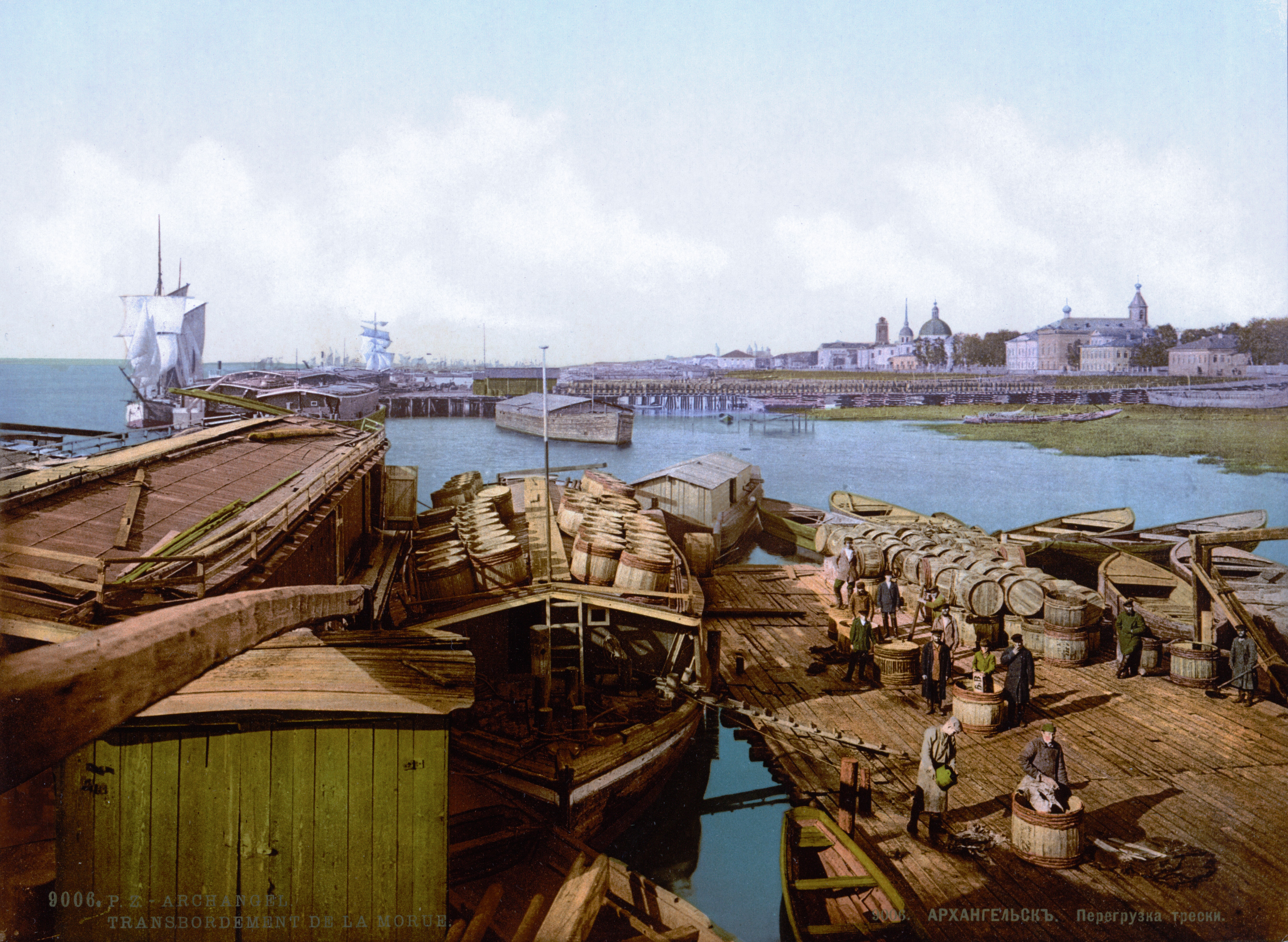
Порт Архангельск в 1896 году, на пике поморской торговли. Фотохром Петра Павлова

В древности регион именовался Заволочьем или Двинской землёй, холмистая и покрытая девственными лесами область — водораздел между бассейнами четырёх окраинных морей российской равнины — в глубокой древности называлась Волоком; в скандинавских сагах встречается топоним «Биармия». Изначально северные районы Восточной Европы были населены угро-финскими племенами (в том числе известными в русских летописях как «чудь заволочская»). Славянская колонизация этих земель шла двумя потоками: из Новгорода и из Ростова Великого (верховая и низовая). Древнейший город севера — Белозерск — предположительно возник у истока Шексны в середине X века. Колониальная экспансия Новгородской республики выражалась в создании более или менее длительно существовавших опорных населённых пунктов вроде Вологды, Каргополя и Олонца. С XIII века существовало Белозерское княжество.
Короткий вегетационный период делал земли Русского Севера пригодными для такого земледелия, которое могло удовлетворить лишь собственные потребности населения. Поэтому к северу от Вологды не было крепостничества в той форме, которую оно имело в центральных областях. Однако богатство этих мест пушниной, рыбой и морскими животными привлекало сюда наиболее энергичных и не боявшихся риска лиц, селившихся по берегам рек и «дышащего моря» — Белого моря. Там сформировался своеобразный субэтнос — поморы, на своих ладьях-кочах освоивших западную часть Северного Ледовитого океана, в том числе район Шпицбергена, называвшийся ими Грумант.
В XIV—XVI вв. главными культурными очагами на этих громадных территориях служили укреплённые православные монастыри — такие, как Соловецкий и Кирилло-Белозерский. Сеть старинных вологодско-белозерских монастырей ныне известна как Русская Фиваида. Что вообще свойственно для монастырской колонизации, города вроде Архангельска и Тихвина возникали из монастырских слобод. Первые каменные здания Русского Севера также появились на территории монастырей: это двухкупольные двухэтажные соборы, построенные ростовскими мастерами в монастырях Спасо-Каменном (1481), Ферапонтове (1490) и Кирилло-Белозерском (1497). В XVI веке восточными форпостами колонизации служили Пустозерск и легендарная «златокипящая» Мангазея.
Во времена Русского царства (вторая половина XVI века и XVII век) через Ярославль, Вологду и Архангельск проходил основной маршрут торговли России с Западной Европой, что позволяло богатеть и отстраиваться всем расположенным вдоль него населённым пунктам. Ключевым торговым посредником служила Московская компания. Вторая половина XVII века считается «золотым веком» Русского Севера. После учреждения в 1682 году Холмогорской епархии во главе с Афанасием (Любимовым) кирпичные храмы стали строиться и в устье Северной Двины, а также в ближайших окрестностях. Как правило, это были массивные трёхапсидные храмы соборного типа с мощным пятиглавием и минимальным декором. Примером может служить собор в Холмогорах.

Молодые крестьянки в сельской местности у реки Шексны. Фотография Сергея Прокудина-Горского. Начало XX века

Существует поговорка: «Север начинается с Вологды», старинного русского города на реке того же названия, впадающей в полноводную реку Сухону. В допетровское время по этой реке, впадающей в Северную Двину, шли товары из центральных областей России и из-за границы, привозившиеся кораблями в Архангельск, стоящий на другом конце этого старинного транспортного пути. Именно из жителей находящихся на Сухоне посёлков и городов — Тотьмы и Великого Устюга — набирались участники экспедиций в районы Зауралья и Сибири, в том числе и основатели Русской Америки. Другим древним торговым путём, также берущим начало в Вологде, был путь, проходящий через озёра Кубенское, Воже, Лача и реку Онегу, на котором возник богатый торговый город Каргополь. Важным торговым путём был также Тихвино-Белозерский тракт, между Белым озером и Петербургом, на пересечении которого с рекой Судой расположено Борисово-Судское, старинное место проведения региональных ярмарок.

Вследствие основания Санкт-Петербурга и перевода морских торговых путей из Белого моря в Балтийское в хозяйстве региона стали накапливаться кризисные явления. Ситуацию отчасти сгладило открытие поморской торговли с севером Норвегии, а также развитие горной промышленности на севере Урала. Экономическая отсталость благоприятствовала консервации на Севере допетровской культуры (в том числе старообрядческой), способствовала превращению региона в «заповедник исконных русских традиций». 

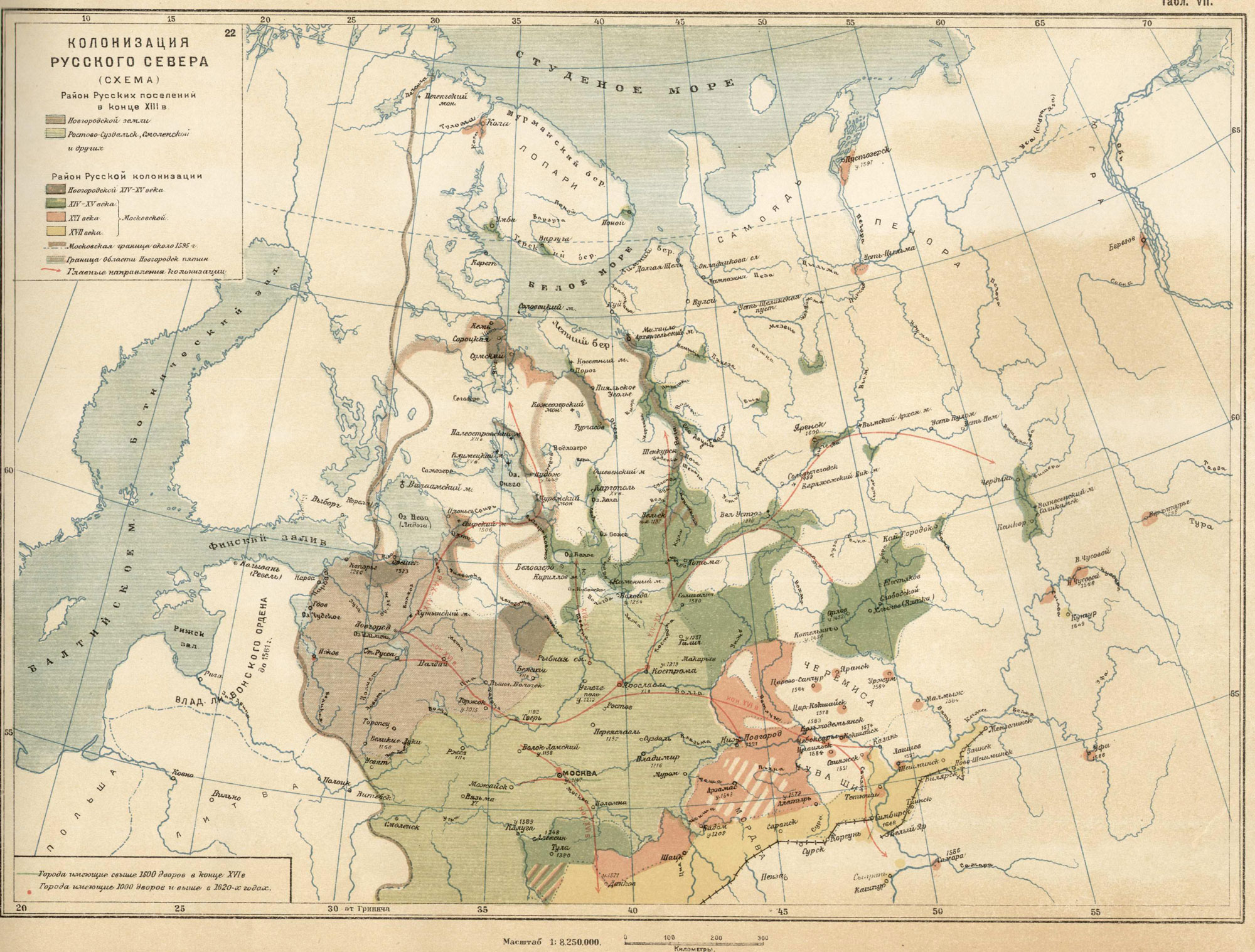
Этапы колонизации Русского Севера. Схема 1929 года

В середине XIX века многочисленные фольклористы (А. Ф. Гильфердинг, Е. Н. Барсов и др.) объездили северные веси, познакомили столичную публику с тамошними сказителями (В. Щеголёнок) и вопленицами (И. Федосова), привлекли внимание к неповторимости северорусской культуры. На исходе XIX века царское правительство стало противодействовать как проникновению в регион норвежских рыбопромышленников и зверобоев, так и финнизаторской деятельности лютеран в Карелии.
Преимущества незамерзающего моря в районе Кольского полуострова стали существенными для России, когда она стала на путь капиталистического развития. В начале XX века там был построен город, названный «Романов на Мурмане», к которому подведена железная дорога. В этом городе и Архангельске в годы Первой мировой войны скопилось большое количество военных грузов и оружия, поставляемое союзниками России для её поддержки в войне с Германией. После Февральской революции, 3 апреля 1917 года, город был переименован в Мурманск. Мурманск имел особенно большое значение во время Второй мировой войны, когда через него морскими конвоями из США и Великобритании производились поставки продовольствия, вооружения, авиационной и автотехники и сырья для военной промышленности.
При Советской власти Русский Север из-за своих климатических особенностей и расположения стал одним из регионов, в котором расположились лагеря системы ГУЛага. После десталинизации количество колоний снизилось, однако некоторые действуют до сих пор.

## Этнические и лингвистические особенности

Расселение народов Севера в сер. XIX и в нач. XXI веков

По своему происхождению население Русского Севера отличается от других русских субэтнических групп, что можно проследить по результатам исследований популяционной генетики. Это своеобразие традиционно связывается с финно-угорским субстратом, хотя согласно О. П. Балановскому карта генетических расстояний от северных русских более схожа с генетическими ландшафтами балтов (латышей и литовцев), чем финноязычных народов. В этом регионе широко представлена субстратная финно-угорская топонимия и гидронимия, которая активно изучалась и изучается многими лингвистами, в том числе А. К. Матвеевым в его фундаментальной работе «Субстратная топонимия Русского Севера». В частности, для Русского Севера характерны географические названия с суффиксами -ма, -ньга, -кса, -гда и пр. В северорусских говорах также наблюдается большое количество заимствований из финно-угорских языков, нехарактерных для литературного русского языка и говоров Волго-Клязьминского междуречья.

## Культура

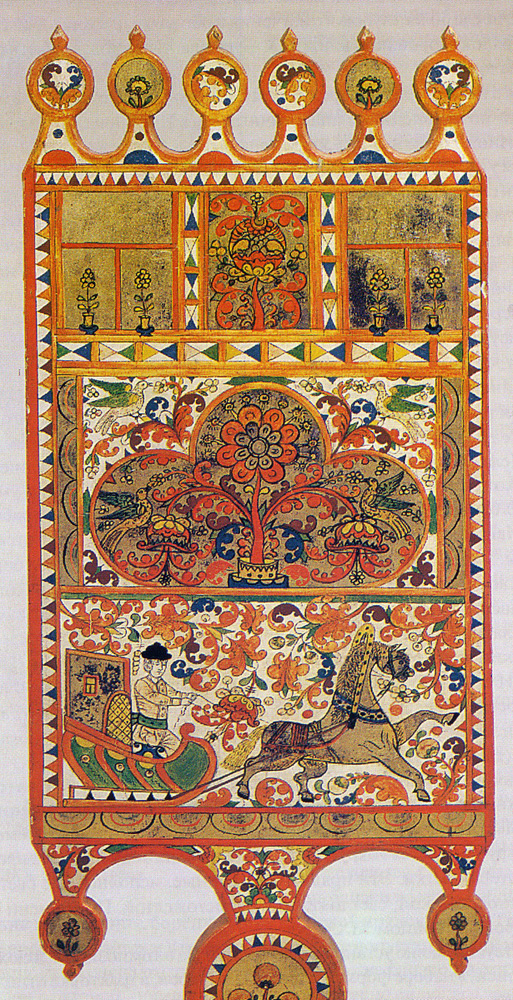
Нижнетоемская роспись ручной прялки XIX века

После Петра I, обеспечившего более короткий путь сообщения с Европой по Балтийскому морю, транспортное и хозяйственное значение северного региона заметно ослабло. Это стало причиной своеобразной консервации всех сторон жизни населения. Сюда, в частности, бежали старообрядцы, образовавшие Выгорецкую общину. В начале XVIII века население Русского Севера в значительной степени состояло из старообрядцев либо сочувствовало им.
Благодаря этой консервации Русский Север сохранил наиболее яркие образцы русского деревянного зодчества и стал заповедником исчезающей старорусской (допетровской) культуры. Своеобразное его открытие произошло в начале XX века, что нашло своё отражение в творчестве таких художников, как Рерих, Галлен-Каллела, Грабарь.
Для Русского Севера характерны своеобразные народные ремёсла и промыслы: мороз по жести, каргопольская игрушка, холмогорская резьба по кости, великоустюжское чернение по серебру, палащельская роспись.
В традиционной семейной обрядовости Русского Севера была распространена так называемая свадьба-похороны. Для неё характерны печальный настрой, вытие невесты, причитания матери, сестёр и подруг, а также прощальные обряды расставания с символами девичества.
Прялка считалась лучшим подарком девушке от жениха и замужней женщине от мужа. Обычно у каждой женщины имелось несколько прялок, которым придавалось ритуальное значение. Их расписывали различными сюжетами, часто изображалось мировое древо.

## Современное состояние
После распада СССР Северный экономический район оказался в особенно уязвимом экономическом положении. По данным 2016 года доля убыточных предприятий на Севере существенно выше средней по стране: в Карелии — 44,5%, в Ненецком автономном округе — 43,1%, в Мурманской области — 40,7%, в Архангельской области — 42,4%. Усилились процессы депопуляции: даже крупнейший из городов региона, Архангельск, потерял 18% населения. Социологи писали о деколонизации Русского Севера, об утрате регионом культурной и социальной привлекательности.

Согласно исследованию Артемия Позаненко, современные жители труднодоступных районов Русского Севера — активные, сплочённые и самоорганизованные люди, которые не рассчитывают на помощь государства. Основные занятия — собирательство, рыбалка, реже — охота, ведение огородов, туристический сектор. Местный уклад жизни отличает использование большой территории в своих хозяйственных нуждах, высокий уровень взаимопомощи и доверчивости. По наблюдениям Позаненко, процессы депопуляции изолированных поселений Русского Севера идут существенно медленнее в сравнении с сельской местностью средней полосы России. 

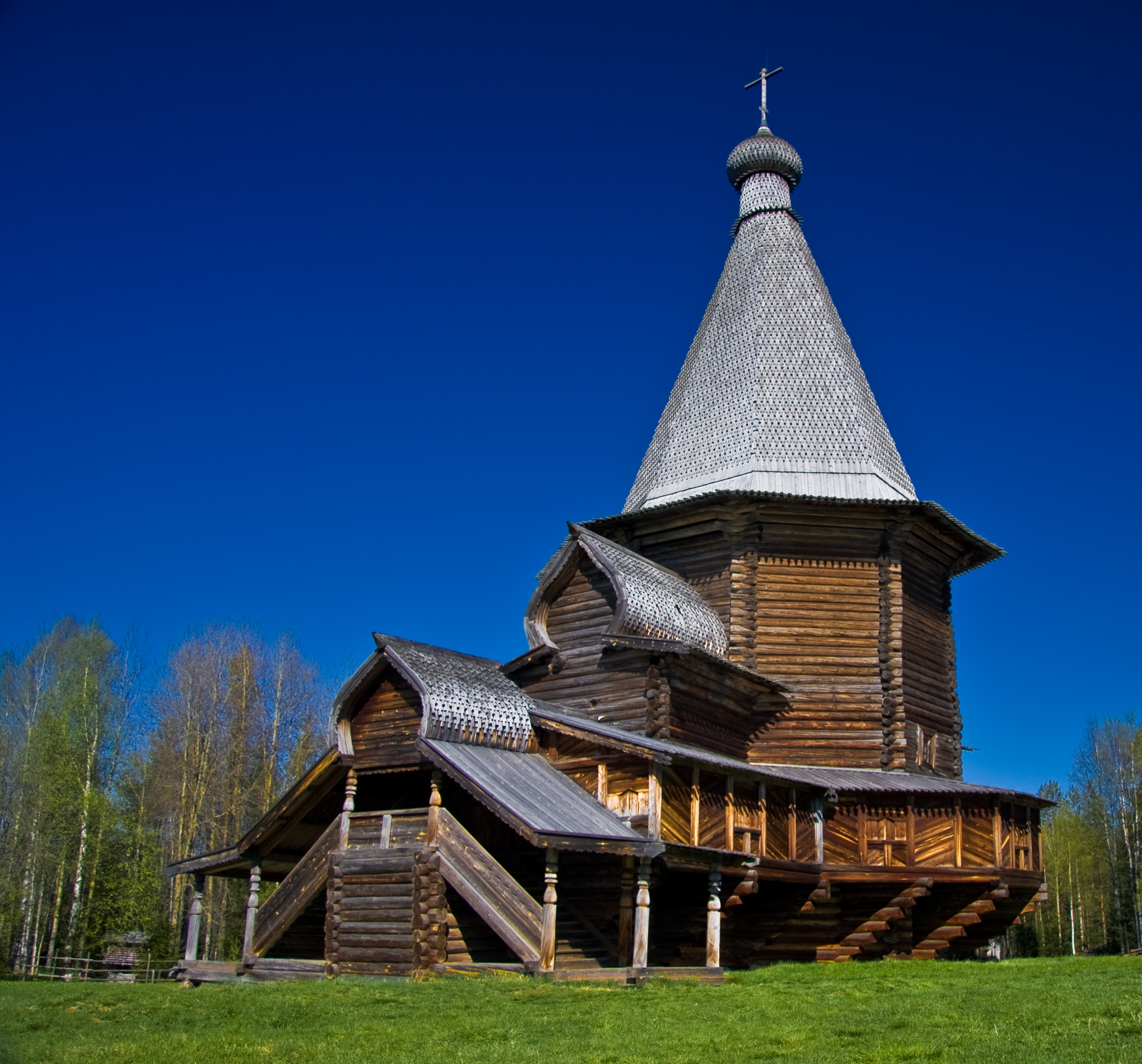
Образец деревянного зодчества на Русском севере: церковь в музее под открытым небом «Малые Корелы» близ Архангельска

В начале XXI века Русский Север нередко привлекал кинематографистов, желавших показать нетронутую российскую глубинку. Здесь были сняты получившие международное признание кинофильмы: «Остров» (2006), «Левиафан» (2014), «Белые ночи почтальона Алексея Тряпицына» (2014). «Красной нитью во всех картинах проходят, с одной стороны, тема деградации северных деревень, коррупции, духовного обнищания, с другой — стойкости человека, предоставленного самому себе».
Принадлежность Архангельской области к Русскому Северу официально закреплена в Уставе области: «На территории Архангельской области поддерживаются и поощряются традиции русского поморского Севера, обеспечиваются в соответствии с законодательством Российской Федерации права коренных малочисленных народов Российской Федерации на самобытное социально-экономическое и культурное развитие, защиту их исконной среды обитания и традиционных образа жизни, хозяйственной деятельности и промыслов».

## Достопримечательности
- Кижи — музей-заповедник
- Кенозерский национальный парк в Архангельской области
- «Онежское Поморье» — национальный парк в Архангельской области на побережье Белого моря
- Малые Корелы — музей-заповедник
- «Русский Север» — национальный парк в Вологодской области
- Водлозерский национальный парк в Республике Карелия и в Архангельской области
- Маньпупунёр - геологический памятник в Троицко-Печорском районе Республики Коми.